# Antypedagogika
Antypedagogika – nurt we współczesnej pedagogice negujący formę wychowania opierającą się na zasadzie „sterowania” życiem dziecka.

## Założenia
Antypedagogika w założeniu oddaje wolność do samodecydowania o sobie dziecku, a rolę nauczyciela sprowadza do „przewodnika” w myśl zasady „lepiej wspierać zamiast wychowywać”. Podstawowym warunkiem tego wspierania jest jego dobrowolność. Zdaniem antypedagogiki, dominującą w obecnym wychowaniu rolę wychowawcy i zasadę „wychowawca wie lepiej niż wychowanek, co jest dla niego dobre”, należy zastąpić prawem dziecka do wyboru opartym na zaufaniu, że wybierze ono dobrze, bo „wychowanek wie lepiej niż wychowawca, co jest dla niego dobre”.
Antypedagogika charakteryzuje się także krytycznym podejściem do instytucji szkoły, do systemu edukacyjnego.
Według niektórych autorów antypedagogika odnosi się jedynie do nurtu stworzonego w latach 70. XX w. przez Ekkeharda von Braunmühla, zaś koncepcja Alexandra Sutherlanda Neilla (zob. też: szkoła Summerhill) uznawana jest za podejście reformatorskie w pedagogice. Choć rozróżnienie nie wydaje się jasne to obie koncepcje różnią się – nie tylko datą powstania.
Do antypedagogiki należy włączyć niektóre skrajne lub (może lepiej zabrzmi) „twarde” stanowiska, jak np. Ivan Illich w „Społeczeństwo bez szkoły”, postulujący zniesienie obowiązku szkolnego oraz instytucji szkoły w ogóle, jako niezbywalnie opresyjnej, upośledzającej rozwój dziecka i zastąpienia obecnego systemu edukacyjnego zindywidualizowanymi wariantami rozwoju stroniącymi od opresji i przymusu.
Współcześnie obserwuje się pewien wzrost zainteresowania ideami antypedagogiki z uwagi na dostrzeżenie negatywnych skutków społecznych jakie na jednostce wywiera system edukacyjno-pracowniczy (przykładem tego może być nasilone występowanie Hikikomori w Japonii – kraju, którego system edukacyjny uznawany jest jako jeden z najbardziej „opresywnych” – a także w wielu innych krajach Wschodu).

## Antypedagogika a kontrkultura
Idee antypedagogiczne zostały obok innych teorii krytycznych włączone w światopogląd hipisowski, czy ogólniej, w światopogląd związany z kontrkulturą i z rewoltami lat sześćdziesiątych. Były rozwijane w ramach krytycznego dyskursu tamtego okresu.
Antypedagogika upomniała się o takie wartości jak:
- wolność;
- równość;
- przyjaźń;
- samostanowienie;
- odpowiedzialność każdego za siebie samego.

Idee antypedagogiki można odnaleźć w kulturze popularnej, np. Pink Floyd, album The Wall.

## Antypedagogika w Polsce
Prekursorem w polskiej rzeczywistości był Janusz Korczak i stworzony przez niego system.
Do Polski nurt ten trafił dzięki obecności w Uniwersytecie Łódzkim w 1985 roku profesora pedagogiki z Uniwersytetu z Giessen – Horsta Widmanna, który wygłosił na ten temat krótki wykład.
Jednym z głównych propagatorów i współczesnych przedstawicieli antypedagogiki jest Hubertus von Schönebeck, który w styczniu 1990 roku wygłosił cykl wykładów w Polsce. W ten sposób także i polscy pedagodzy, psychologowie i studenci kierunków nauczycielskich mogli bezpośrednio zetknąć się z tą nową orientacją edukacyjną.
Współcześnie w Polsce pewną liczbę publikacji nastawionych krytycznie wobec szkoły i systemu edukacyjnego wydał Zbigniew Kwieciński. Kwestią uznania jest, czy należy ten dorobek uważać za antypedagogikę, niemniej są to poglądy o charakterze umiarkowanie krytycznym, z pewnością bliskie antypedagogice.

## Krytyka
Podejście antypedagogiki jest krytykowane przez pedagogów „tradycyjnych”. Wysuwają oni zarzuty, że dziecko pozostawiane jest samemu sobie, a antypedagogika zapomina, że kształtowanie właściwych norm moralnych i hierarchii wartości dokonuje się stopniowo i pod wpływem otoczenia. Powołują się na badania psychologii rozwojowej, zdaniem której dla prawidłowego rozwoju dziecka konieczne jest stworzenie mu odpowiednich warunków tego rozwoju, a te w szczególności sprowadzają się do ingerencji autorytetów, czy to rodzicielskich, czy innych.
Mimo tych opinii wydaje się, że antypedagogika pozostaje atrakcyjnym nurtem w szeroko rozumianej pedagogice.